# Photinophyllum pellucidum
Photinophyllum pellucidum là một loài rêu trong họ Rhizogoniaceae. Loài này được Mitt. mô tả khoa học đầu tiên năm 1868.